# KK Lovćen Cetinje
Pour les articles homonymes, voir Lovćen Cetinje.
Maillots
Le Košarkaški Klub Lovćen Cetinje est un club monténégrin de basket-ball situé dans la ville de Cetinje. Le club appartient à l'élite du championnat monténégrin.